# José Manuel Martínez
José Manuel „Chema” Martínez Fernández  (ur. 22 października 1971 w Madrycie) – hiszpański lekkoatleta; długodystansowiec i maratończyk, mistrz i wicemistrz Europy.

## Kariera sportowa
Pierwszy międzynarodowy sukces odniósł w 1999, kiedy to zdobył złoty medal w biegu na 10 000 metrów na uniwersjadzie 1999 w Palma de Mallorca. W tym samym roku zajął 19. miejsce na mistrzostwach świata w Sewilli na tym samym dystansie. Na mistrzostwach świata w 2001 w Edmonton był 12. na 10 000 metrów.
Zwyciężył na 10 000 metrów na mistrzostwach Europy w 2002 w Monachium. Na mistrzostwach świata w 2003 w Paryżu wystąpił w biegu maratońskim, w którym zajął 16. miejsce. Na igrzyskach olimpijskich w 2004 w Atenach zajął 9. miejsce w biegu na 10 000 metrów. Na mistrzostwach świata w 2005 w Helsinkach zajął 30. miejsce w maratonie. W tym samym roku zdobył brązowy medal w półmaratonie na igrzyskach śródziemnomorskich w Almeríi.
Został wicemistrzem Europy na 10 000 metrów na mistrzostwach Europy w 2006 w Göteborgu (przegrał z Janem Fitschenem z Niemiec). Nie ukończył maratonu na tych zawodach. Na mistrzostwach świata w 2007 w Osace zajął 10. miejsce w maratonie.
Był 16. w maratonie na igrzyskach olimpijskich w 2008 w Pekinie. Na mistrzostwach świata w 2009 w Berlinie zajął 8. miejsce. Zdobył srebrny medal w półmaratonie na igrzyskach śródziemnomorskich w 2009 w Pescarze. Na mistrzostwach Europy w lekkoatletyce w 2010 zdobył srebrny medal w maratonie.
Czterokrotnie zdobył medale mistrzostw Europy w przełajach w drużynie.
Trzykrotnie wygrywał Puchar Europy w biegu na 10 000 metrów (2004 – indywidualnie i w drużynie & 2009 – indywidualnie). W 1999 zwyciężył w biegu „B” podczas tych zawodów.
W 2004 wygrał bieg na 5000 metrów podczas I ligi Pucharu Europy w Stambule; między innymi dzięki jego punktom za zwycięstwo męska reprezentacja Hiszpanii triumfowała w tych zawodach.
Był mistrzem Hiszpanii na 10 000 m w 2004 i 2005 i w biegu przełajowym (długi dystans) w 2002.
Jego żoną jest Nuria Moreno – hokeistka na trawie, olimpijka.